# Шатц, Карла
Карла Шатц  (англ. Carla Jo Shatz; род. 1947, США) — американский учёный. Труды в основном посвящены нейробиологии. Профессор Стэнфордского университета, член Национальных Академии наук (1995) и Медицинской академии (1999) США, Американского философского общества (1997), иностранный член Лондонского королевского общества (2011).
Получила известность как исследователь зрения и развития мозга на раннем этапе.
Окончила Радклиффский колледж (бакалавр химии, 1969). Затем по стипендии Маршалла окончила Университетский колледж Лондона (магистр физиологии, 1971). Став младшим фелло Harvard Society of Fellows в Гарвардской медицинской  школе, в 1976 году она получила там степень доктора философии по нейробиологии, училась у Нобелевских лауреатов Дэвида Хьюбела и Торстена Визеля. В 1976-1978 годах постдок у Паско Ракича на кафедре нейронаук Гарвардской медицинской школы. В 1978 году основала собственную лабораторию в Стэнфордском университете, где с 1989 года профессор нейробиологии. В 1992 году перевела свою лабораторию на кафедру молекулярной и клеточной биологии Калифорнийского университета в Беркли. Являлась исследователем Медицинского института Говарда Хьюза (1994-2000). С 2000 года вновь в Гарвардской медицинской школе, где возглавляла кафедру нейробиологии. В 2007 году возвратилась в Стэнфорд как директор BioX.
В 1994-1995 годах президент Американского общества нейронаук. В 1998-2001 годах член Совета НАН США.
Член Американской академии искусств и наук (1992) и Американской ассоциации содействия развитию науки (1996).

## Награды и отличия
- Young Investigator Award Американского общества нейронаук (1985)
- Silvo Conte Award, National Foundation for Brain Research (1993)
- Dana Award for Pioneering Achievement in Health and Education (1995)
- Alcon Award for Outstanding Contributions for Vision Research (1997)
- Bernard Sachs Award, Child Neurology Society (1999)
- Weizmann Women & Science Award[англ.] (2000)
- Mika Salpeter Lifetime Achievement Award, Американское общество нейронаук (2009)
- Премия Ральфа Джерарда[нем.] (2011)
- Annual Review Prize Lecture[англ.] (2011)
- Mortimer D. Sackler, M.D., Prize for Distinguished Achievement in Developmental Psychobiology (2013)
- Pasarow Foundation Award[нем.] (2013)
- Премия Грубера по нейронаукам (2015)
- Премия Кавли по нейронаукам (2016)[4]
- Champalimaud Vision Award (2016)
- Премия Харви (2017)